# Élection du Conseil de sécurité des Nations unies de 2007
L'élection du Conseil de sécurité de l'ONU de 2007 s'est tenue le 16 octobre 2007 durant la 62e session de l'assemblée générale des Nations unies. L'assemblée générale avait lieu au Siège des Nations unies à New York. Le vote désigne cinq pays qui ont siégé au Conseil de sécurité en tant que membre non permanent pour un mandat de deux ans débutant le 1er janvier 2008.
Selon le règlement du conseil de sécurité, les cinq sièges à pourvoir sont répartis entre les continents de cette manière :
- deux sièges pour l'Afrique (attribués à la République du Congo et au Ghana) ;
- un siège pour l'Asie (attribué au Qatar) ;
- un siège pour l'Europe de l'Est (attribué à la Slovaquie) ;
- un siège pour l'Amérique latine et les Caraïbes (attribué au Pérou).